# Chiesa di Santa Maria Nascente (Sorbolo Mezzani)
La chiesa di Santa Maria Nascente è un luogo di culto cattolico dalle forme barocche situato in via San Francesco d'Assisi a Mezzano Inferiore, frazione di Sorbolo Mezzani, in provincia e diocesi di Parma; è sede di una parrocchia compresa nella zona pastorale della Bassa.

## Storia
Il paese di Mezzano Inferiore, essendo sorto in epoca successiva, da subito fece parte della parrocchia di Mezzano Superiore. Tra il 1530 e il 1563 venne eretta una prima chiesa nel villaggio per rendere più agevole ai residenti l'accesso a un luogo di culto. 
Questa prima chiesa, dedicata alla Beata Vergine Maria, nel 1578 fu oggetto della visita apostolica del vescovo Giovan Battista Castelli che in quell'anno percorse tutta la diocesi di Parma per accertarsi che le disposizioni del Concilio di Trento fossero state correttamente applicate e apportare correzioni ove fossero rimaste irregolarità. Dai verbali redatti dall'ecclesiastico risulta che venne richiesto di intonacare e imbiancare i muri interni ed esterni dell'edificio, di dotarlo di un'acquasantiera in pietra sostenuta da colonna e di dipingere l'immagine della Vergine Maria sopra la porta d'ingresso. Risulta inoltre che la chiesa ospitasse un altare dedicato a San Rocco non più presente invece in quella attuale. 
Tra il 1734 e il 1754 l'edificio fu ricostruito probabilmente sulle stesse fondamenta del preesistente, ne venne terminata la decorazione nel 1779. Per le somiglianze con Villa Pallavicino a Busseto e con la facciata della chiesa di San Rocco a Parma si reputa che il progetto della chiesa sia attribuibile a Antonio Maria Bettoli. 
È stata oggetto di restauri nel 1943, nel 1963 e nel 1984. Attualmente il presbiterio è inagibile a seguito del terremoto del 25 gennaio 2012.

## Descrizione
La chiesa si sviluppa su pianta rettangolare a navata unica, con l'ingresso rivolto a ovest e presbiterio absidato a est.

### Esterno

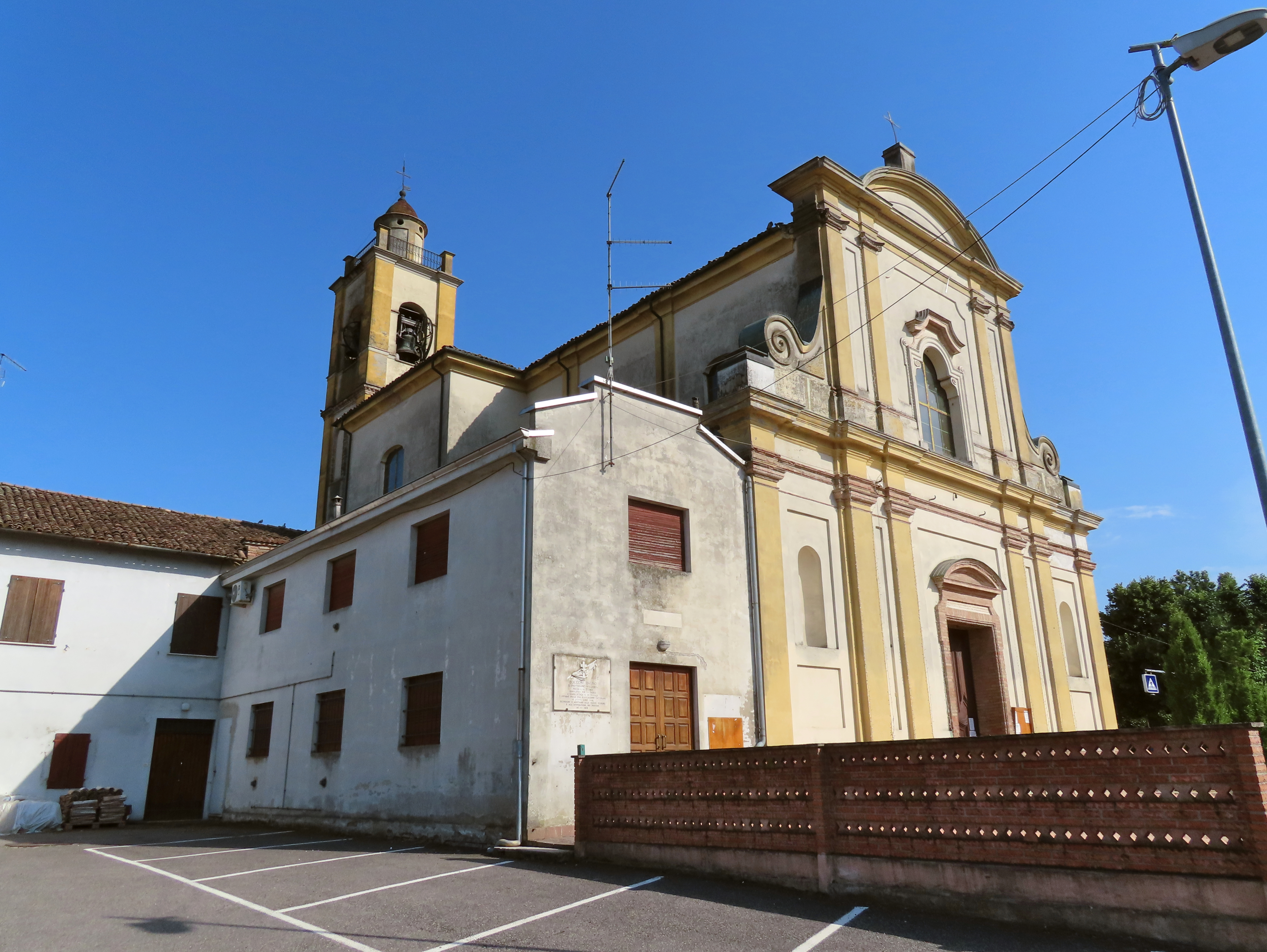
Facciata e lato nord

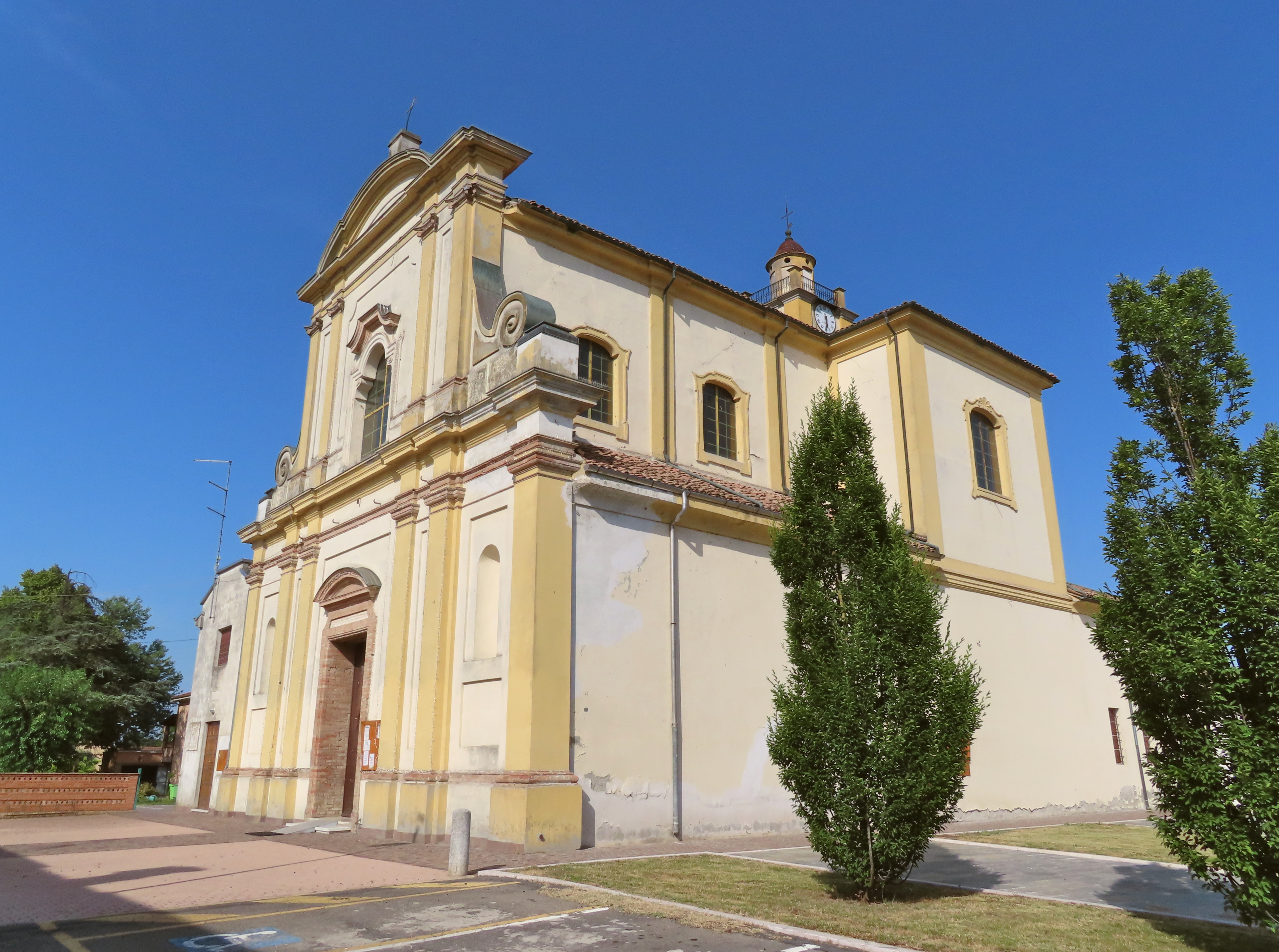
Facciata e lato sud

Presenta una simmetrica facciata a salienti in muratura intonacata con due ordini sovrapposti ripartiti da un doppio cornicione mediano coronati da un ulteriore doppio cornicione superiore. Nella sezione inferiore sono presenti sei lesene doriche, in quella superiore quattro lesene ioniche affiancate su ambo i lati da una voluta a raccordo. Un timpano tondo conclude la porzione superiore della facciata. 
Il portale d'accesso è contornato da una cornice in aggetto e sovrastato da un piccolo frontone tondo. Superiormente è sormontato da una finestra polilobata con due piccole volute nei due angoli superiori. È contornata da una cornice in leggero aggetto e sovrastata da un frontone aperto a sezioni.
Affiancato al lato sinistro dell'abside aggetta il campanile. La torre, a pianta quadrata, si sviluppa su tre livelli suddivisi da fasce marcapiano ed è delimitata sugli spigoli da lesene. Al secondo livello è visibile una preesistente cella campanaria composta da bifore con arco a tutto sesto murate in epoca successiva. L'attuale cella campanaria presente all'ultimo livello della torre si affaccia sui quattro lati per mezzo di monofore con arco a tutto sesto ed è sovrastata da un terrazzo con ringhiera al cui centro è posizionata una lanterna in laterizio a pianta circolare con copertura conica.

### Interno
L'interno, presenta una navata unica con transetto, presbiterio rialzato da due gradini e abside semicircolare emergente. L'aula di forma rettangolare è delimitata da due file di pilastri che sorreggono archi semicircolari. Delimitate dai pilasti, si aprono su ogni fianco due cappelle laterali. I due transetti a destra e sinistra ospitano due altari con relative ancone in scagliola policroma del 1869 attribuibili a Giuseppe Rusca.
Il presbiterio ospita un altare maggiore del 1799 finemente intarsiato che originalmente era situato nella chiesa di San Martino del convento dei Padri Serviti di Viadana. Anche la balaustra marmorea del Settecento che delimita il presbiterio ha la medesima provenienza. Dietro l'altare si trova un coro ligneo del 1753 opera di Gianni Scabassi. Sul lato destro del presbiterio è alloggiato l'organo realizzato nel 1829 da Giovanni e Stefano Cavalletti.
L'interno dell'edificio è chiuso da una volta a botte lunettata.